# 瓦納達 (印第安納州)
瓦納達（英語：Vanada）是位於美國印第安納州沃里克縣的一個非建制地區。該地的面積和人口皆未知。

## 地理
瓦納達所處的海拔為高於海平面117米（即384英呎），而該地所採用的時區為UTC-5，即北美東部時區（EST）。同時該地設有夏令時間，為UTC-5調快一小時，即UTC-4（EDT）。